# Sumitomo Group
Il Sumitomo Group (住友グループ?, Sumitomo Gurūpu) è uno dei più grandi Keiretsu giapponesi, fondato da Masatomo Sumitomo.
Il Sumitomo Group ha origini in una libreria di Kyoto fondata nel 1615 da un ex prete buddista: Masatomo Sumitomo.
Considerato il fondatore spirituale, anche oggi la gestione del gruppo è guidata dai precetti del fondatore scritti nel XVII secolo.

## Aziende del gruppo Sumitomo
- Sumitomo Chemical, chimica
- Sumitomo Heavy Industries, mezzi civili e militari, navi
- Sumitomo Precision Products, macchine di precisione
- Sumitomo Mitsui Financial Group
- Sumitomo Mitsui Banking Corporation, finanza
- Sumitomo Metal Industries, Acciaio
- Sumitomo Metal Mining Co., Ltd., Non-ferrous metal
- Sumitomo Corporation, commercio all'ingrosso
- Sumitomo Corporation of America
- Sumitomo Trust and Banking, ora Sumitomo Mitsui Trust Holdings, finanza
- Sumitomo Life Insurance Co, assicurazioni
- Sumitomo Coal Mining Co., Ltd., miniere
- The Sumitomo Warehouse Co., Ltd.,
- Sumitomo Electric Industries, elettronica
- Mitsui Sumitomo Insurance Co., Ltd., assicurazioni
- Mezon Stainless Steel Fzco., Stainless Stockiest
- NEC Corporation, elettronica
- Nippon Sheet Glass Co., Ltd., vetro
- Sumitomo Realty & Development Co., Ltd., immobili
- Sumitomo Osaka Cement Co., Ltd., cemento
- Osaka Titanium Technologies Co., Ltd.[1]
- Sumitomo Light Metal Industries Ltd, materiali non ferrosi
- Sumitomo Mitsui Construction Co., Ltd., costruzioni
- Sumitomo Bakelite Co., Ltd., chimica
- Sumitomo Forestry Co., Ltd., legname
- Sumitomo Rubber Industries, gomma
- Mazda, automobili
- Presidio Ventures[2]
- Sumisho Computer Systems (USA) Inc, Information Technology[3]

### Aziende Sumitomo che sono nel Nikkei 225
- NEC Corporation
- Sumitomo Chemical
- Sumitomo Corporation
- Sumitomo Electric Industries
- Sumitomo Heavy Industries
- Sumitomo Metal Industries
- Sumitomo Metal Mining Co., Ltd.
- Sumitomo Mitsui Financial Group
- Sumitomo Mitsui Trust Holdings
- Sumitomo Osaka Cement Co., Ltd.
- Sumitomo Realty & Development Co., Ltd.